# Paul Walsh (piłkarz)
Paul Anthony Walsh (ur. 1 października 1962 w Plumstead, Londyn) – angielski piłkarz występujący na pozycji napastnika. Największą sławę zdobył w latach 80. grając w Liverpool F.C. W reprezentacji Anglii wystąpił 5 razy i zdobył 1 gola.